# 센테니얼역
센테니얼역(Centennial Station)은 캐나다 온타리오주 마컴에 위치한 GO 트랜싯의 통근열차인 스토우빌선 정차역이다. 매코원 로드 서쪽과 벌록 드라이브 북쪽에 위치해있는 이 역은 근처에 있는 마컴 센테니얼 공원의 이름을 따서 지어졌다.

## 위치
센테니얼역은 메트로링스가 소유하는 억스브릿지선 48.5 마일 (78.1 km) 지점에 위치해있으며, 북쪽으로는 마컴역, 남쪽으로는 유니언빌역이 위치해있다. 전역인 유니언빌역에서 북쪽으로 유니언빌 중심가를 지나며, 선로가 동쪽으로 향한다. 유니언빌에서 센테니얼역까지는 주택가를 지난다. 센테니얼역은 마컴 북부의 주택지에 비교적 새로 지어진 역이다. 다음 역인 마컴은 동쪽으로 통근열차 기준 약 10분 가량 떨어져있다.

## 역사
GO 트랜싯이 스토우빌선을 운행하기 시작한 것은 1982년에 VIA 철도가 운행을 중단하던 노선을 대신 넘겨받으면서 시작했지만, 센테니얼역이 개통한 건 2000년대 초반이었다. 1990년대에 들어서서 마컴의 인구는 급속히 증가했으며 인구 수 증가에 따라 스토우빌선에도 수요가 늘어나면서 GO 트랜싯은 2004년에 마운트조이역과 더불어 센테니얼역을 신설하였다.
센테니얼역 개통 이후 정차 횟수도 늘어났다. 스토우빌선에 두 번째 열차가 추가될 때 두 열차는 스토우빌역에 정박하였으나 세 번째 열차가 추가되면서 정박 공간이 더 필요하였다. 2008년 9월 2일에는 스토우빌역에서 북동쪽으로 3km 떨어진 링컨빌에 차량기지와 링컨빌역 (오늘날 올드엠역)이 개통하면서 열차 정차 횟수도 늘어나게 되었다. 링컨빌역 개통 이후 양방향 5회씩으로 늘어났고 2013년에는 6번째 열차에 이어서 2018년 9월 현재 열차가 양방향 9회씩 정차한다.
2011년 12월 2일, 센테니얼역에 250여대의 주차 공간이 추가로 생기면서 주차 공간이 기존 200대에서 450대로 늘어났다.

## 시설
센테니얼역은 직원이 상주하지 않는 무인역으로, 통근열차 티켓 구매나 카드 충전은 역에 있는 자동판매기에서 할 수 있다. 프레스토 카드가 없는 경우에는 신용카드나 체크카드를 단말기에 태그해 요금을 정산할 수도 있고, 스마트폰에서 GO 트랜싯 홈페이지에 들어가 이티켓 (e-ticket)을 구매할 수도 있다.
이 역은 승강장과 쉼터로 이루어진 단촐한 역으로, 겨울에는 쉼터 안에 난방도 된다. 승강장에는 또한 공중전화가 있다. 역 승강장과 열차 내부는 휠체어 승객들도 이용할 수 있으며, 승강장 중앙에 있는 휠체어 램프를 통해 열차에 오르내릴 수 있다. 주차 타워에는 451대의 주차 공간이 있으며, 최대 48시간까지 무료로 주차가 가능하다. 다른 역과는 달리 전용 주차 공간이나 카풀 주차 공간은 존재하지 않는다. 다만 역으로 마중 나오는 차량을 위한 정차 공간이 마련되어 있다. 주차 타워 외에도 센테니얼 커뮤니티 센터 주차장은 시에서 운영하며, 역시 무료 주차가 가능하다.
센테니얼역까지 자전거를 타고 오는 승객을 위한 자전거 거치대가 설치되어 있다. GO 트랜싯 버스는 벌록 드라이브에 있는 버스 정류장에 정차하며, YRT와 TTC 버스는 매코원 로드에 있는 버스 정류장에 정차한다.

## 운행 계통
2023년 6월 기준 센테니얼역에는 평일 아침 유니언 방면 통근열차가 6대 정차하며, 평일 오후에는 올드엠 방면 통근열차가 6대 정차한다. 나머지 시간대에는 유니언역 버스 터미널에서 억스브릿지까지 수시로 버스가 운행하며, 토론토에 있는 케네디, 에이진코트, 밀리켄역에는 정차하지 않는다. 억스브릿지 방면으로는 행선지에 따라 중간에 마운트조이, 스토우빌 또는 올드엠역에서 버스를 갈아타야할 수도 있다.

## 버스 연결편
센테니얼역에서는 407번 고속도로를 따라 요크 대학교와 마운트조이역을 잇는 54번 버스와 스토우빌선 열차가 운행하지 않는 시간대에 부수적으로 운행하는 71번 버스가 정차한다. 시내버스로는 요크 지역 교통국의 40, 41번 버스가 상시 정차하며 42, 45, 301, 304번 버스가 평일 러시 아워에 정차한다. 이 역에는 또한 토론토 교통국의 129A 매코원 노스 버스가 메이저 매켄지와 스카버러센터역간을 운행하며 갈아탈 때에는 YRT 요금이 부과되며 스틸즈 남쪽으로는 TTC 요금도 지불해야 한다. GO 트랜싯 통근열차 또는 광역버스에서 YRT 시내버스로 갈아탈 경우 무료 환승이 가능하다.

### GO 트랜싯
| 노선 | 노선                                    | 노선                             | 종점                           | 종점 | 종점                 | 경유지 | 기준일          | 비고 |
| ---- | --------------------------------------- | -------------------------------- | ------------------------------ | ---- | -------------------- | --- | --------------- | ---- |
| 54   | 마운트조이 / 407번 고속도로 버스 터미널 | Mount Joy / Hwy 407 Bus Terminal | 407번 고속도로 버스 터미널     | ↔    | 마운트조이역         | - 마컴 방면: 마컴역 · 마운트조이역 - 본 방면: 유니언빌역 · 리치먼드힐 센터 터미널 · 407번 고속도로 버스 터미널                                        | 2023년 6월 24일 |      |
| 71   | 스토우빌                                | Stouffville                      | 레일웨이 / 앨버트 (억스브릿지) | ↔    | 유니언역 버스 터미널 | - 토론토 방면: 유니언빌역 · 유니언역 버스 터미널 - 억스브릿지 방면: 마컴역 · 마운트조이역 · 스토우빌역 · 올드엠역 · 47번 / 프론트 · 레일웨이 / 앨버트 | 2023년 6월 24일 |      |
| 71C  | 스토우빌                                | Stouffville                      | 올드엠역                       | ↔    | 유니언역 버스 터미널 | - 토론토 방면: 유니언빌역 · 유니언역 버스 터미널 - 스토우빌 방면: 마컴역 · 마운트조이역 · 스토우빌역 · 올드엠역                                       | 2023년 6월 24일 |      |
| 71E  | 스토우빌                                | Stouffville                      | 마운트조이역                   | ↔    | 유니언역 버스 터미널 | - 토론토 방면: 유니언빌역 · 유니언역 버스 터미널 - 마컴 방면: 마컴역 · 마운트조이역                                                                   | 2023년 6월 24일 |      |

### 요크 지역 교통국 (YRT)
| 노선 | 노선            | 노선              | 종점            | 종점     | 종점         | 경유지 | 비고                                                  |
| ---- | --------------- | ----------------- | --------------- | -------- | ------------ | --- | ----------------------------------------------------- |
| 40   | 유니언빌 지선   | Unionville Local  | 로딕 / 우드바인 | ↔        | 마크빌 몰    | 동쪽 센테니얼역 마크빌 몰 서쪽 센테니얼역 칼턴 / 케네디 빌리지 파크웨이 / 뷰캐넌 워든 / 7번 7번 / 타운센터 타운센터 / 애플크리크 로딕 / 16번가 캘버트 / 우드바인 로딕 / 우드바인 | 매일 상시 운행                                        |
| 301  | 마컴 급행       | Markham Express   | 핀치역          | → PM← AM | 마운트조이역 | 동쪽 센테니얼역 스톤메이슨 / 16번 마컴역 우튼 / 피첨 라킨 / 브라이언트 마운트조이역 서쪽 센테니얼역 매코원 / 7번 핀치역                                                          | 핀치 방면 평일 아침, 마컴 방면 평일 오후에 운행       |
| 304  | 마운트조이 급행 | Mount Joy Express | 핀치역          | → PM← AM | 마운트조이역 | 동쪽 센테니얼역 매코원 / 16번 매코원 / 버오크 마운트조이역 서쪽 센테니얼역 매코원 / 7번 케네디 / 7번 핀치역                                                                      | 핀치 방면 평일 아침, 마운트조이 방면 평일 오후에 운행 |

기존에 41번 버스로 운행하던 마컴 지선 버스는 평일 오전 6시부터 오후 7시 45분까지, 또한 40번 유니언빌 지선은 평일 오전 10시부터 오후 1시 45분까지 수요 응답형 차량으로 대신 운행하고 있다. 수요 응답형 차량을 이용하고자 하는 승객은 YRT 고객센터인 1-844-667-5327번으로 출발 60분 전까지 사전에 예약해야 하고, 요금은 일반 YRT 요금이 부과된다. 요금은 프레스토 카드, YRT 페이 앱, 트랜싯 (Transit) 앱, 신용카드, 체크카드 또는 현금으로 지불할 수 있다.

### 토론토 교통국(TTC)
129A번은 요크 지역과 토론토를 오가는 버스 노선으로, 두 곳을 오갈 때 TTC와 YRT 요금을 별도로 지불해야 한다. 이 노선을 타고 스틸즈 애비뉴 남쪽에서 하차하는 경우에는 TTC 요금을 하차시 프레스토 카드를 통해 한 번 더 지불해야 한다.
| 노선 | 노선        | 노선          | 종점                   | 종점 | 종점            | 경유지 | 비고 |
| ---- | ----------- | ------------- | ---------------------- | ---- | --------------- | --- | --- |
| 129A | 매코원 노스 | McCowan North | 매코원 / 메이저 매켄지 | ↔    | 스카버러 센터역 | 남쪽 센테니얼역 매코원 / 7번 매코원 / 14번가 매코원 / 데니슨 매코원 / 스틸즈 매코원 / 맥니콜 매코원 / 핀치 매코원 / 헌팅우드 매코원 / 셰퍼드 매코원역 스카버러 센터역 북쪽 센테니얼역 매코원 / 레이머빌 (남쪽) 매코원 / 16번 매코원 / 버오크 메이저 매켄지 / 매코원 메이저 매켄지 / 리지크레스트 | 평일 오후 11시 20분까지, 토/일/공휴일 오후 10시 20분까지 운행. 환승 시 YRT 요금 지불. 스틸즈 애비뉴 남쪽으로 TTC 요금 부과. |

## 인접한 역
| 메트로링스 억스브릿지선 | 메트로링스 억스브릿지선 | 메트로링스 억스브릿지선 |
| ----------------------- | ----------------------- | ----------------------- |
| 유니언빌 유니언 방면    | GO 트랜싯 스토우빌선    | 마컴 올드엠 방면        |